# Julius Miller
Julius Miller (Dresden, Alemanya, 1782 – Charlotenburg, barri llavors independent de Berlín, 1851) fou un cantant i compositor.
Des de molt infant demostrà molta disposició per la música, ensems que posseïa una bella veu; primer aprengué a tocar el violí, i arribà a esser una notabilitat amb aquest instrument; més tard debutà com a tenor en el teatre alemany d'Amsterdam, i després cantà en altres ciutats, cimentant la seva fama artística.
A Breslau travà amistat amb Weber, i aquest il·lustre mestre exercí molta influència en els estudis que feu Miller sobre composició. Posteriorment passà a Berlín, i allà es dedicà a l'ensenyança del cant, però el 1833 es traslladà a Dessau per dirigir el teatre d'aquesta ciutat, on va tenir per a director de l'orquestra en Edward Thiele.
Els últims anys de la seva vida els passà en mig de la major dissipació, i se separà de l'esposa i fills, els quals deixà en la misèria.
Va compondre les òperes: Der Freybrief, estrenada a Slesvig; Die Verwandlung, estrenada a Breslau i acollida amb èxit en alguns teatres d'Alemanya; Die Alpenhütte, Hermand und Thusnelda, Merope i L'oficial cosac, que fou molt popular a Alemanya, havent-se publicat la partitura arranjada per a piano, etc.
Es publicaren també d'aquest compositor algunes cançons amb acompanyament de piano; va escriure, a més, misses, motets, obertures, etc.